# 스턴트맨의 분노
스턴트맨의 분노(Stunts)는 미국에서 제작된 마크 L. 레스터 감독의 1977년 드라마, 미스터리 영화이다. 로버트 포스터 등이 주연으로 출연하였고 레이몬드 로파로 등이 제작에 참여하였다. 출시명은 스턴트맨이다.

## 출연

### 주연
- 로버트 포스터
- 피오나 루이스

### 조연
- 레이 샤키
- 리차드 린치
- 말라치 스론
- 조안나 캐시디
- 다렐 페티
- 제임스 루이지
- 캔디스 라이얼슨
- 브루스 글로버

## 제작진
- 원조: 로버트 샤이